# Кайафас, Костас
Костас Кайафас (греч. Κώστας Καϊάφας; 22 сентября 1974, Никосия, Кипр) — кипрский футболист и футбольный тренер. Долгое время был капитаном клуба «Омония», выступал за сборную Кипра. Сын Сотириса Кайафаса.

## Биография

### Игровая карьера
Сын выдающегося кипрского футболиста Сотириса Кайафаса, который 8 раз становился лучшим бомбардиром чемпионата Кипра, является обладателем «Золотой бутсы» 1976 года и лауреатом юбилейной награды УЕФА как лучший кипрский футболист 50-летия. Всю игровую карьеру провёл в клубе «Омония».
Костас является воспитанником столичной «Омонии». На профессиональном уровне дебютировал в сезоне 1991/92, сыграв 6 матчей и забив 1 гол в высшей лиге страны. Уже в следующем сезоне игрок впервые стал чемпионом Кипра, а всего по ходу карьеры трижды становился чемпионом и трижды обладателем Кубка Кипра. В составе «Омонии» Кайафас провёл практически всю игровую карьеру и является одним из рекордсменов по количеству сыгранных матчей за всю историю клуба. Покинул клуб в 2009 году, когда новый главный тренер «Омонии» Такис Лемонис сообщил, что не видит его в команде. После этого Кайафас стал игроком клуба «Алки» из второго дивизиона, с которым стал победителем дивизиона и помог команде вернуться в высшую лигу. 19 сентября 2010 года Кайафас появился в стартовом составе на игру против «Омонии» и был тепло встречен фанатами столичного клуба. В матче он получил предупреждение и был заменён на 73-й минуте, игра закончилась победой «Омонии» со счётом 4:0. Всего в сезоне 2010/11 сыграл за «Алки» 11 матчей и забил 1 гол в высшей лиге. Летом 2011 года завершил игровую карьеру.
В составе сборной Кипра дебютировал 19 августа 1997 года в товарищеском матче со сборной Греции, в котором вышел на замену на 42-й минуте вместо Аристоса Аристоклеуса. Продолжал вызываться в сборную вплоть до 2004 года и в её составе провёл 25 матчей. Единственный гол за сборную Кипра забил 19 февраля 1998 года в ворота сборной Словении (1:0).

### Тренерская карьера
Последние два года игровой карьеры Кайафас провёл в клубе «Алки» и сразу после завершения карьеры перешёл на тренерскую работу в клубе. Он возглавлял «Алки» дважды в 2011-12 и 2013-14 годах. В марте 2014 года Кайафас стал главным тренером клуба «Омония». В рамках чемпионата Кипра он провёл 53 матча и под его руководством «Омония» одержала 24 победы и 13 матчей завершились вничью. В конце 2015 года он покинул пост главного тренера, а в феврале 2016 года возглавил «Арис» (Лимасол), где проработал полгода. В дальнейшем был главным тренером таких команд как «Эносис», «Эрмис» и «Алки Ороклини».

## Достижения
«Омония» Никосия
- Чемпион Кипра (3): 1992/93, 2000/01, 2002/03
- Обладатель Кубка Кипра (3): 1993/1994, 1999/00, 2004/05

«Алки» Ларнака
- Победитель второго дивизиона Кипра: 2009/10